# 赵连臣
赵连臣（1938年2月—），男，汉族，河北迁西人，中华人民共和国政治人物，中国人民解放军少将，曾任陕西省军区政治委员，中共陕西省委常委。